# Organización de empresas

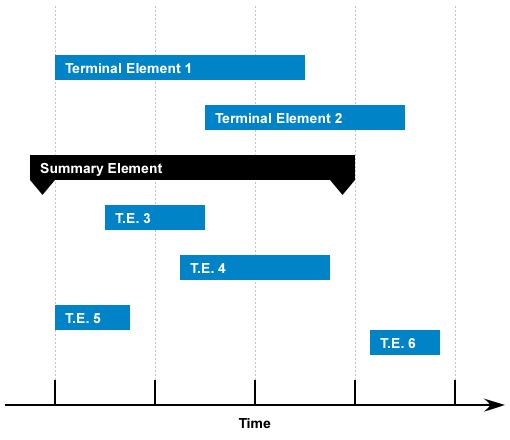
Diagrama de planificación de Gantt.

El presente artículo habla sobre la organización de empresas. La estructura organizativa del trabajo que tenga una empresa influye directamente en la percepción que pueda tener un trabajador de sus condiciones laborales y en su rendimiento profesional.

## Estructura organizativa
Existen cinco elementos que se consideran claves en la estructura organizativa de una empresa: 
- Burocracia
- Especialización del trabajo
- Departamentalización
- Cadena de mando
- Formalización

La burocracia se caracteriza por ser una estructura organizativa fundamentada en la estandarización donde se realizan operaciones altamente rutinarias logradas a través de la especialización, reglas y reglamentos muy formalizados, donde las tareas se agrupan en departamentos funcionales, división de responsabilidades, autoridad entrelazada, tramos de control estrechos y toma de decisiones que sigue la cadena de mando, especialización del trabajo, jerarquía y relaciones impersonales. El término puede referirse a cualquier tipo de organización.
La departamentalización es la agrupación de actividades y personas en departamentos que permite, al menos en teoría, las organizaciones crezcan en un grado indeterminado. Algunos tipos de departamentalización son:
- Departamentalización de optimización
- Departamentalización por tiempo
- Departamentalización por función empresarial o funcional
- Departamentalización territorial o geográfica
- Departamentalización por tipo de clientes
- Departamentalización por procesos o equipos
- Departamentalización por productos[1]

## Organización dentro de una industria
A la organización empresarial corresponde al proceso de organización de empresa en los talentos (humanos, financieros y materiales) de los que dispone la empresa, para alcanzar los objetivos deseados.
Son muchos los modelos de organización que podemos encontrar. Las estructuras más comunes son:
- Organización lineal
  - Sistema de organización lineal con personal de asesoramiento
  - Sistema de organización lineal con comités o consejos
- Organización funcional
  - Sistema de organización funcional o departamental o de Taylor
- Sistema de organización mixto (la integral)
- Organización matricial

Uno de los aspectos de la organización es el establecimiento de departamentos, que designan un área o división en particular de una organización sobre la cual un administrador posee autoridad respecto del desempeño de actividades específicas, de acuerdo con su uso más general, los departamentos pueden ser producción, control de calidad, ventas, investigación de mercado.

## Perspectiva histórica
Una perspectiva histórica sobre la administración proporciona un contexto o entorno en el cual se pueden interpretar las oportunidades y los problemas actuales. Sin embargo, el estudio de la historia no implica simplemente arreglar los acontecimientos por orden cronológico. Significa desarrollar y comprender el impacto de las fuerzas sociales sobre las organizaciones. El estudio de la historia es una forma de alcanzar un pensamiento estratégico, de ampliar la perspectiva y de mejorar las habilidades conceptuales. Primero hay que examinar la forma en la cual las fuerzas sociales, políticas y económicas han influido en las organizaciones y en la práctica de la administración.
- Las fuerzas sociales se refieren a aquellos aspectos de una cultura que guían las relaciones entre las personas e influyen en ellas. ¿Qué valoran las personas? ¿Qué necesitan las personas? ¿Cuáles son las normas de comportamiento entre las personas? Estas fuerzas moldean lo que se conoce como el contrato social, que se refiere a las reglas y percepciones no escritas y comunes acerca de las relaciones entre las personas y entre los empleados y la gerencia.

Una fuerza social significativa hoy está representada por las actitudes, ideas y valores cambiantes de los empleados de la Generación X y la Generación Y. Los empleados de la Generación X, que ahora tienen entre 30 y 40 años de edad, han tenido un profundo impacto en el lugar de trabajo y los empleados de la Generación Y pueden tener un impacto todavía mayor. Esos jóvenes trabajadores, la generación con mayor nivel de educación en la historia de Estados Unidos, crecieron tecnológicamente expertos y globalmente conscientes.
A diferencia de muchos trabajadores del pasado, no titubean para cuestionar a sus superiores y desafiar el statu quo. Desean un entorno de trabajo que planee retos y que los respalde, con acceso a la tecnología de vanguardia, oportunidades para aprender y promover sus carreras y sus metas personales y el poder para tomar decisiones importantes y hacer cambios en el lugar de trabajo. Además los trabajadores de la Generación X y de la Generación Y han impulsado un creciente énfasis en el equilibrio entre el trabajo y la vida, que se refleja en tendencias tales como el trabajo a distancia, el horario flexible los puestos compartidos y los años sabáticos patrocinados por la organización.
- Las fuerzas políticas se refieren a la influencia de las instituciones políticas y legales sobre las personas y las organizaciones. Las fuerzas políticas incluyen los supuestos básicos que sustentan al sistema político, como un deseable gobierno autónomo, los derechos de propiedad, los derechos de contrato, la definición de justicia y la determinación de la inocencia o culpabilidad de un crimen. La difusión del capitalismo en todo el mundo ha alterado de forma impresionante el panorama de los negocios. El predominio del sistema de libre mercado y las crecientes interdependencias entre los países del mundo requieren organizaciones que operen de manera diferente en contra de Estados Unidos, en muchas partes del mundo, crean retos para sus empresas y administradores.

- Las fuerzas económicas corresponden a la disponibilidad, producción y distribución de recursos en una sociedad. Los gobiernos, las agencias militares, las escuelas y las organizaciones de negocios en cualquier sociedad requieren recursos para alcanzar sus metas y las fuerzas económicas influyen en la asignación de recursos escasos. Los países menos desarrollados están creciendo en lo que concierne a su poder económico y la economía de Estados Unidos y de otros países desarrollados cambian de forma impresionante, debido a que las fuentes de riquezas, los aspectos fundamentales de la distribución y la naturaleza de la toma de decisiones económicas están experimentando cambios significativos.